# Storage Wars France : Enchères surprises
Storage Wars France : Enchères surprises est une émission de téléréalité française, elle est diffusée à partir du 21 novembre 2015 sur la chaîne 6ter.
Cette émission est une adaptation de la version américaine de Storage Wars : Enchères surprises.

## Concept
L'émission se déroule en région parisienne et montre les ventes aux enchères du contenu des garde-meubles abandonnés.
Le programme suit Jean-Pierre et Gilles (les patrons), Toufik (l'apprenti), Diane (la chasseuse), Alexandra et Jérémie (les joueurs), Jean-Louis (le nettoyeur), Julien (l'expert) et Laurent (le crieur).

## Émissions
| Saisons | Saisons | Nombre d'épisodes | Date de diffusion | Date de diffusion |
| Saisons | Saisons | Nombre d'épisodes | Premier épisode   | Dernier épisode   |
| ------- | ------- | ----------------- | ----------------- | ----------------- |
|         | 1       | 11                | 21 novembre 2015  | 30 janvier 2016   |

## Épisodes

### Saison 1 (2015-2016)
Cette première saison est composée de 11 épisodes, dont un épisode bilan qui clôt la saison.
| Numéro d'épisode | Titre                 | Diffusion        | Téléspectateurs | Part d'audience | Réf.   |
| ---------------- | --------------------- | ---------------- | --------------- | --------------- | ------ |
| 01               | Épisode 1             | 21 novembre 2015 | 541 000         | 2,3 %           | [ 6 ]  |
| 02               | Épisode 2             | 28 novembre 2015 | 261 000         | 1,1 %           | [ 7 ]  |
| 03               | Épisode 3             | 5 décembre 2015  | 322 000         | 1,4 %           | [ 8 ]  |
| 04               | Épisode 4             | 12 décembre 2015 | 330 000         | 1,4 %           | [ 9 ]  |
| 05               | Épisode 5             | 19 décembre 2015 | 210 000         | 0,9 %           | [ 10 ] |
| 06               | Épisode 6             | 26 décembre 2015 | 224 000         | 1,0 %           | [ 11 ] |
| 07               | Épisode 7             | 2 janvier 2016   | 215 000         | 0,9 %           | [ 12 ] |
| 08               | Épisode 8             | 9 janvier 2016   | 224 000         | 1,0 %           | [ 13 ] |
| 09               | Épisode 9             | 16 janvier 2016  | 355 000         | 1,5 %           | [ 14 ] |
| 10               | Épisode 10            | 23 janvier 2016  | 176 000         | 0,8 %           | [ 15 ] |
| 11               | Épisode 11 : Le bilan | 30 janvier 2016  | 153 000         | 0,7 %           | [ 16 ] |

#### Résultats
| Alexandra et Jérémie  | 100€    | 1 050 € | 1 960 €   | 0 €      | - 400 € | 2 740 € | 2 500 € | 140 € | - 1 000 € | 0 €   | 6 990 € |
| Diane                 | 100€    | - 90 €  | 0 €       | 0 €      | 0 €     | 1 300 € | 0 €     | 0 €   | 240 €     | 160 € | 1 610 € |
| Jean-Louis            | 100€    | 270 €   | 0 €       | 2 142 €  | 30 €    | 500 €   | - 656 € | 0 €   | 0 €       | 0 €   | 0 €     |
| Jean-Pierre et Gilles | 100€    | 0 €     | 545 €     | 910 €    | 1 915 € | 0 €     | 790 €   | 0 €   | 0 €       | 0 €   | 0 €     |
| Julien                | 100€    | 2 040 € | 0 €       | 11 290 € | 0 €     | 0 €     | 0 €     | 0 €   | 0 €       | 0 €   | 0 €     |
| Toufik                | 1 878 € | 0 €     | - 2 000 € | 0 €      | 0 €     | 0 €     | 0 €     | 0 €   | 0 €       | 0 €   | 0 €     |

## Audiences
Audiences par épisode (en milliers de téléspectateurs) (source dans la section Épisodes)
| Légende : | Saison 1 |
| --------- | -------- |

## Participants
Les participants sont :
- Crieur :
  - Laurent Baudry, crieur professionnel depuis 25 ans à l'Hôtel Drouot.
- Enchérisseurs :
  - Jean-Pierre Supiot et Gilles Poirier : les patrons qui vont tout faire pour être à la hauteur de leur réputation.
  - Toufik Ghebbi : l'apprenti, bien décidé à se faire une place au soleil.
  - Diane Rameau : la chasseuse au flair et au mordant développés.
  - Alexandra Morel et Jérémie Pessah : les joueurs qui n'ont pas peur de prendre des risques.
  - Jean-Louis Stradiotto : le nettoyeur, l'ours taciturne de la bande qui sait sortir les griffes si besoin.
  - Julien Cohen : l'expert venu dénicher la perle rare et président fondateur de coursier.com[17].

## Émissions dérivées
- Storage Wars : Enchères surprises est la première version, diffusée depuis le 1er décembre 2010.

Le série "Storage Wars" a donné lieu à huit autres déclinaisons, basées sur le même principe :
- Storage Wars : Texas (2011-2014) : Premier spin-off
- Storage Wars : Enchères à New York (2013) : Deuxième spin-off
- Storage Wars: Miami (en) (2015) : Troisième spin-off
- Barry'd Treasure (en) (2014) : Quatrième spin-off
- Brandi & Jarrod: Married to the Job (en) (2014) : Cinquième spin-off
- Storage Wars : Barry Strikes Back (2015) : Sixième spin-off
- Storage Wars : Adjugé, vendu (Canada) (2013 - 2015) : Première version internationale
- Storage Wars France : Enchères surprises (2015) (6ter) ; Deuxième version internationale

Autres émissions similaires :
- Auction Hunters
- Baggage Battles
- Enchères à l'aveugle (Property Wars)
- Enchères à tout prix
- Storage Hunters : La Guerre des enchères
- Box aux enchères (2016) (D8) .